# Alyona Alyona
Alyona Olegivna Savranenko (en ucraniano: Альо́на Оле́гівна Савране́нко; Kapitanivka, Ucrania; 14 de junio de 1991) más conocida como alyona alyona es una rapera y compositora ucraniana. En 2019, lanzó su álbum debut "Pushka" y el miniálbum "In the house of MA".

## Discografía

### Álbumes
| Nombre               | Traducción    | Año  |
| Пушка/Puška          | Cañón         | 2019 |
| В хаті МА/V chati MA | En casa de MA | 2019 |
| Galas                | -             | 2021 |
| Lava                 | -             | 2021 |

### Sencillos
| Nombre                             | Traducción    | Año  |
| Голови/Holovy                      | Cabezas       | 2018 |
| Відчиняй/Vidčynäj                  | Abre          | 2018 |
| Залишаю свій дім/Zalyšaju svij dim | Dejo mi hogar | 2018 |
| Мій район/Mij rajon                | Mi barrio     | 2020 |
| Dancer                             | Bailarina     | 2020 |
| Shalom                             | -             | 2021 |